# Curl Curl
Curl Curl ist ein Vorort Sydneys im Staat New South Wales, Australien und liegt 18 Kilometer nordöstlich des Central Business Districts (CBD) Sydneys. Es gehört zu den Northern Beaches.

## Lage
Curl Curl Lagoon und Greendale Creek trennen Curl Curl von North Curl Curl. Benachbarte Vororte sind Freshwater, Brookvale und Dee Why. Der Strand von Curl Curl bildet die östliche Grenze.

## Strand
Der Strand ist in North und South Curl Curl eingeteilt. Curl Curl gilt als eine der besten Stellen zum Surfen an den Northern Beaches.
Curl Curl Beach hat zwei von Ehrenamtlichen betriebene Surf Life Saving Clubs. Der South Curl Curl SLSC wurde 1918, der North Curl Curl SLSC 1922 gegründet. Darüber hinaus setzt das Warringah Council von Ende September bis zum ANZAC Day am 25. April professionelle Wasserrettungskräfte ein. An beiden Enden des Strandes befinden sich mit Salzwasser gefüllte Rockpools.

## Geschichte
Der Name Curl Curl war wahrscheinlich der ursprüngliche Name der Aborigines für das Gebiet um Manly Vale, Freshwater und Queenscliff. Curl Curl könnte sich aus dem Begriff curial curial der Dharug entwickelt haben, das  übersetzt Fluss des Lebens bedeutet.
Ursprünglich wurde die Manly Lagoon, die bei Queenscliff mit dem Pazifik verbunden ist, als Curl Curl Lagoon bezeichnet, während die heutige Curl Curl Lagoon bis zu ihrer Umbenennung in den 1980er Jahren Harbord Lagoon hieß.

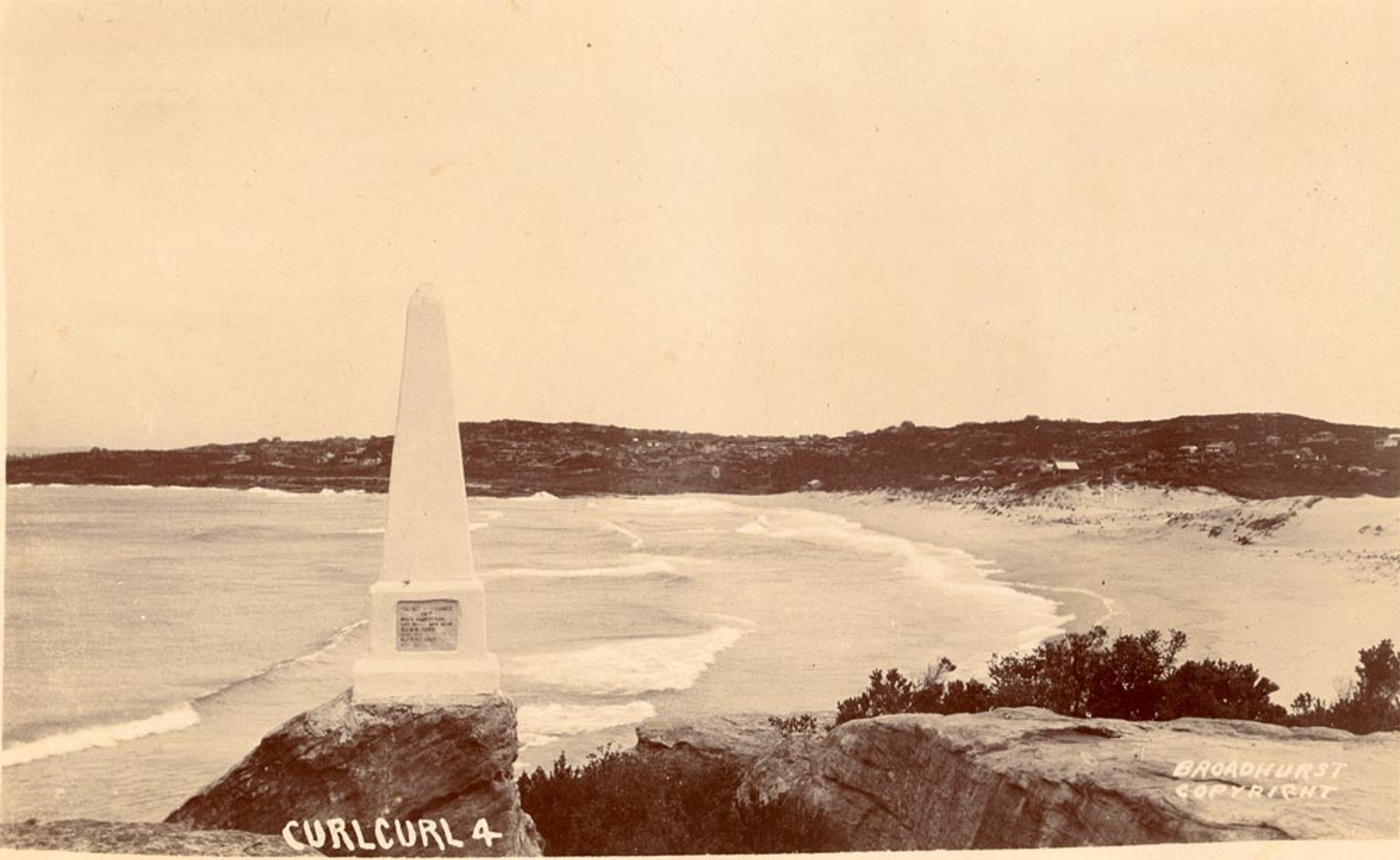
Postkarte Curl Curl Beach, Blick nach Süden ~1900–1927

## Bevölkerung
Laut Volkszählung 2021 wohnten 2364 Leute in Curl Curl. Die Mehrheit ist in Australien geboren (72,7 %), die anderen kamen aus England (8,1 %), Neuseeland (2,2 %), den Vereinigten Staaten (1,5 %) und Südafrika (1,2 %). Familienhaushalte bilden mit 82,6 % die Mehrheit der Haushalte. Der Rest sind Einzelhaushalte und WGs.

## Sport und Erholung
Entlang der Curl Curl Lagoon und dem Greendale Creek befinden sich Park- und Sportanlagen. Dabei handelte es sich ursprünglich um tiefliegendes sumpfiges Gelände, das in den 1950er bis 60er Jahren mit Abfällen aufgefüllt wurde, um weiteres Land nutzbar machen zu können.
Der Curl Curl Youth Club (auch: Curl Curl Football Club) ist ein Verein für Football und Netball. Er besteht seit 1958 und unterhält mehrere Plätze an der Abbott Road in North Curl Curl sowie an der Adams Street.
Der 1966 gegründete Curl Curl Amateur Swimming Club führt in der Zeit von Mitte Oktober bis Ende März verschiedene Schwimmveranstaltungen durch. Der Verein nutzt die Becken des South Curl Curl Rock Pools.

## Öffentlicher Verkehr
Curl Curl wird von vier Buslinien befahren: der 136 von Manly nach Chatswood, 139 von Manly zur Warringah Mall, E65 von South Curl Curl zum Sydney CBD und Linie 159 von Manly nach Dee Why.

## Schulen
Der Freshwater Senior Campus wird von Schülern der Klassen 11 und 12 des Northern Beaches Secondary College besucht und befindet sich an der Ecke von Harbord Road und Brighton Street.
Das Stewart House am Curl Curl Beach ist eine Einrichtung, in der Schüler öffentlicher Schulen aus New South Wales und dem Australian Capital Territory (ACT) zwölf Tage lang nach Beantragung durch ihre jeweiligen Schulrektoren betreut werden. Der Aufenthalt im Stewart House dient vor allem dem Aufbau von Selbstwertgefühl und Sozialkompetenz, beinhaltet aber auch eine medizinische Vorsorge. An acht Tagen besuchen die Schüler die integrierte Schule.
Die Curl Curl North Public School ist eine Grundschule in der Playfair Road (Nähe Abbot Road).